# Carcabo
Nella mitologia greca,  Carcabo  (in greco antico: Καρκάβος) era il nome di uno dei figli di Triope, re dei Perrebi.

## Il mito
Triope regnava con malvagità, arrivando ad irritare suo figlio al punto che fu egli stesso a porre fine al suo regno di terrore, lo uccise ma non salì al trono: ritenne invece appropriato andarsene in esilio e trovare la purificazione. Trovò ospitalità e purificazione in Troo re della Troade che gli offrì anche una piccola porzione del regno. Carcabo si stabilì in quel luogo e il suo discendente, Pandoro, fu in seguito un alleato dei troiani nella guerra di Troia.  Fondò la città di Zeleia.

### Moderna
- Angela Cerinotti, Miti greci e di roma antica, Prato, Giunti, 2005, ISBN 88-09-04194-1.
- Anna Ferrari, Dizionario di mitologia, Litopres, UTET, 2006, ISBN 88-02-07481-X.
- Anna Maria Carassiti, Dizionario di mitologia classica, Roma, Newton, 2005, ISBN 88-8289-539-4.
- Pierre Grimal, Enciclopedia della mitologia 2ª edizione, Brescia, Garzanti, 2005, ISBN 88-11-50482-1. Traduzione di Pier Antonio Borgheggiani